# Stolpkerk (Volendam)
Het Stolphoevekerkje, ook wel Stolpkerk of Hervormde Kerk, is een Hervormde kerk in het centrum van de Nederlandse plaats Volendam. De kerk is in 1658 gebouwd in de vorm van een stolphoeve. Per 15 november 1976 is de kerk een rijksmonument onder nummer 14449.
De aannemer was de uit Hoorn afkomstige Adriaan Nieng, molenbouwer van beroep. Hij heeft het gebouw gebouwd met als functie predickhuys, school ende woonhijs. 
Het pand is ongeveer vierkant en volledig uit hout opgetrokken. Het gewelfde plafond is beschilderd met de wapens van Holland, West-Friesland, Edam en Volendam. De preekstoel is zeskantig. In het doophek staat een ijzeren doopboog.
Het orgel stamt uit de 18e eeuw, maar sommige pijpen zijn ouder. Het orgel is namelijk opgetrokken uit pijpen uit verschillende periodes. De bouwer van het orgel is niet bekend, evenmin waar het precies vandaan komt.
In Zuidschermer staat het Zwarte Kerkje, een directe kopie van de stolpkerk in Volendam. Hier zijn later de zwart geteerde, houten gevels wel vervangen door bakstenen.